# Lago de Como
El lago de Como o Lario (del italiano: lago di Como o Lario) es un lago situado en la región de Lombardia, en Italia, específicamente en las provincias de Como y Lecco. Está situado a 199 metros de altitud sobre el nivel del mar y tiene una superficie de 146 km². Con sus 416 metros de profundidad (en la presa de Argegno) es uno de los lagos más profundos de Europa. Es el tercer lago más grande de Italia, después del lago de Garda (1º) y el lago Mayor. Tiene forma de una "Y" invertida.
El lago está compuesto por tres brazos: al oeste el de Como, al este el de Lecco y al norte el brazo de Cólico. El lago también es llamado a veces Lago de Lario, su nombre en latín. Los brazos de Lecco y Como delimitan dos lados del Triángulo Lariano.
A su vez, el brazo de Como está dividido en tres partes: la primera es la que parte de la ciudad de Como y llega a los pueblos de Moltrasio y Torno, de donde nace el segundo "bracito" para ir a parar a Laglio. Por último el tercero llega a Balbianello, donde se encuentra la localidad de Bellagio.
Justo en este último pequeño brazo se encuentra la Isla Comacina, la única del lago en la que se han encontrado restos romanos.
Durante la Edad Media y el Renacimiento, las aguas del lago también fueron escenario de enfrentamientos militares, como en el siglo XII durante la guerra de los diez años, que vio a la flota de Como en acción contra los barcos de los milaneses y sus aliados.  También entre 1525 y 1532, a causa de las guerras de Musso desatadas por Gian Giacomo Medici.
Subiendo por la ribera occidental del brazo de Cólico, se encuentra el pueblo de Dongo, donde la Resistencia italiana capturó a Benito Mussolini en 1945; no lejos de allí está también la localidad donde fue ejecutado Giulino di Mezzegra.
Sus pueblos son famosos (la novela Los Novios de Alessandro Manzoni trascurre en un pueblecito del lago) y atraen muchos turistas de todo el mundo, también muy célebres, como por ejemplo George Clooney, dueño de dos maravillosas villas situadas en el pueblo de Laglio (Villa Oleandra y Villa Margherita), Madonna, Matt Bellamy (vocalista del grupo Muse) y Raúl Barceló.  En épocas más antiguas lo visitaron Leonardo da Vinci, Napoleón Bonaparte, Stendhal, Franz Liszt, Giuseppe Verdi, Vincenzo Bellini, Gioacchino Rossini y Winston Churchill. El área de Lierna es un sitio encantador histórico del lago con una playa blanca y un castillo famoso.
Gracias a su clima mediterráneo, crecen allí muchas plantas subtropicales; entre otras, palmas, limoneros, cipreses y olivos. 
Posiblemente fuese el paisaje de fondo del cuadro de la Mona Lisa. Además ha sido parte de los lugares de rodaje de películas como Star Wars: Episode II - Attack of the Clones de 2002, Ocean's Twelve de 2004,  James Bond en Casino Royale de 2006 y El otro hombre de 2008. También fue escenario tanto como el pueblo del videoclip de la canción Cool de la cantante  Gwen Stefani.
Llamado también Lago Lario, extiende sus tres peculiares ramales en una cuenca alpina rodeada de altas y verdes montañas; está formado por las aguas del río Adda, que bajando desde la Valtellina desemboca en Lecco, en el ramal oriental.
Entre las localidades más importantes que se asoman a sus orillas (además de Como) están Cernobbio, Tremezzo, Cadenabbia con su Villa Carlotta (1747) en medio de un espléndido parque; Menaggio, la antigua Gravedona, con la iglesia de Santa María de Piona, sugestivo monasterio del siglo XI que se extiende sobre el lago, rico de obras de arte del siglo XIII, Bellano, Varenna; la moderna y activísima Lecco, donde vivió Alejandro Manzoni que en esta zona ambientó Los Novios y finalmente la señorial Bellagio.

## Galería

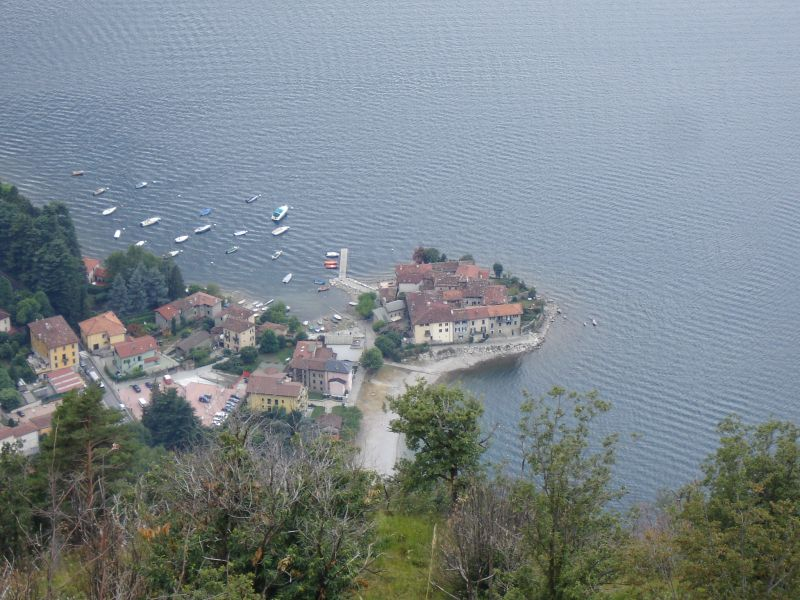
Vista de Lierna, en el Lago de Como.
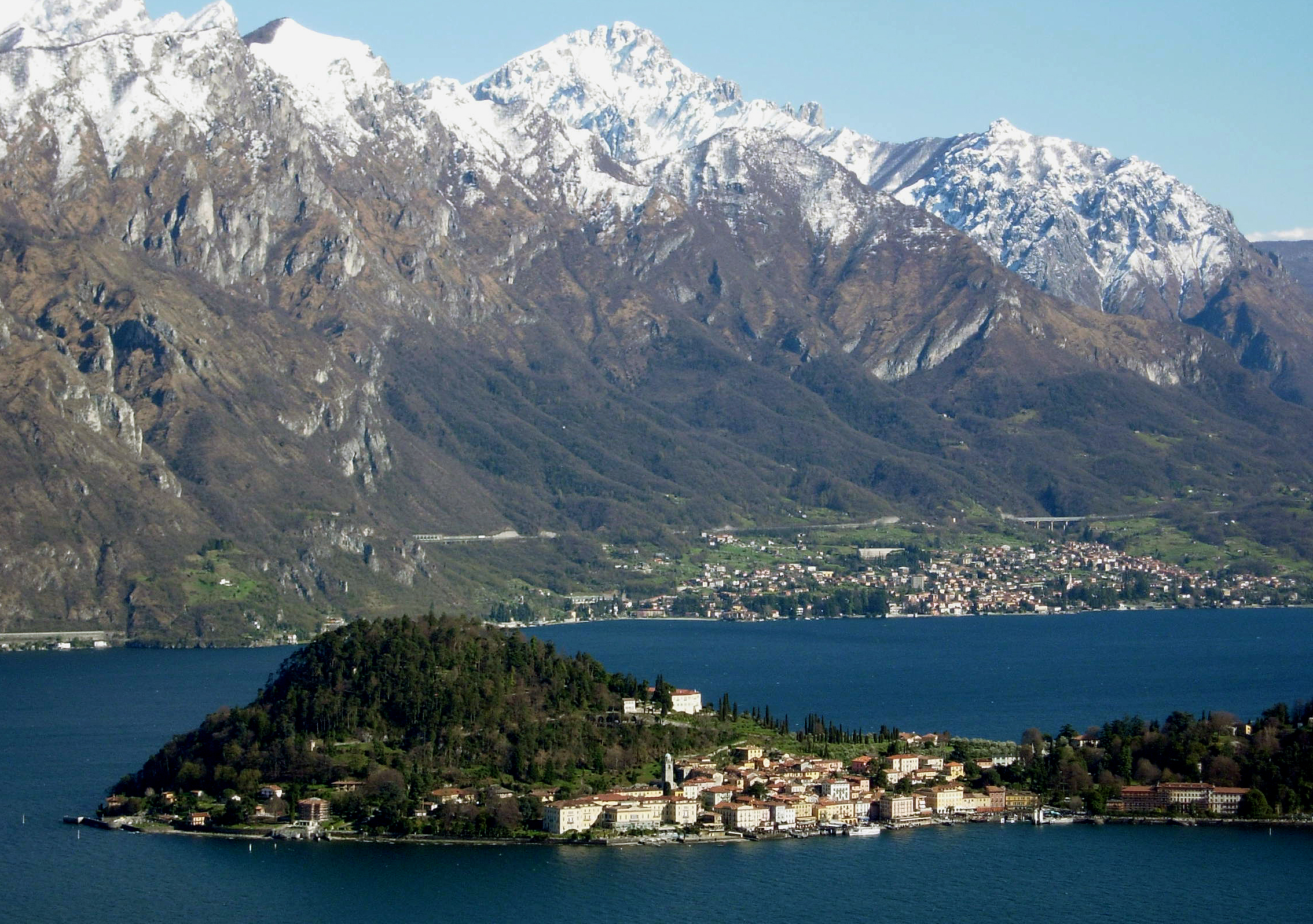
Vista del Lago de Como.
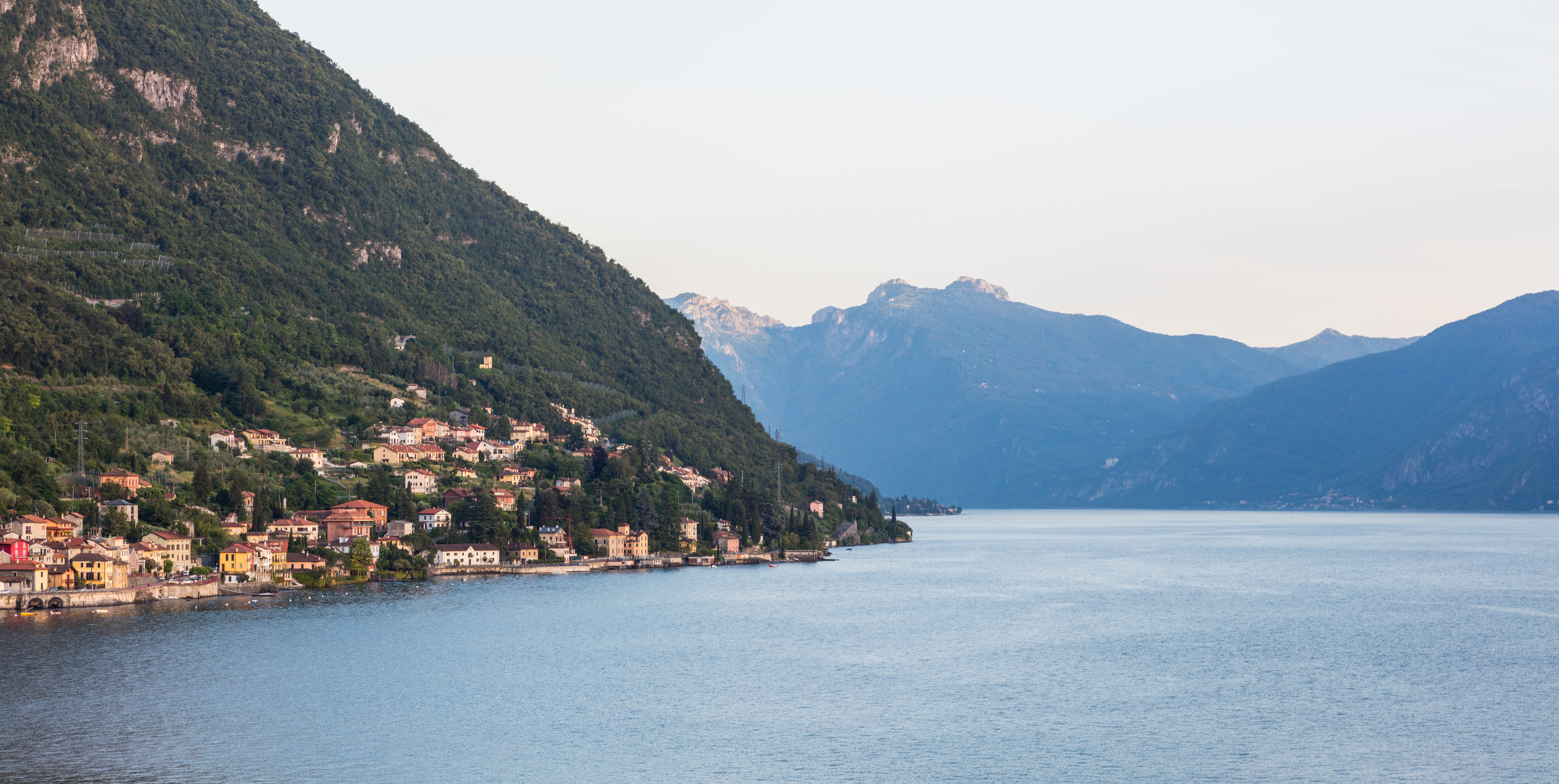
Vista de Varenna.
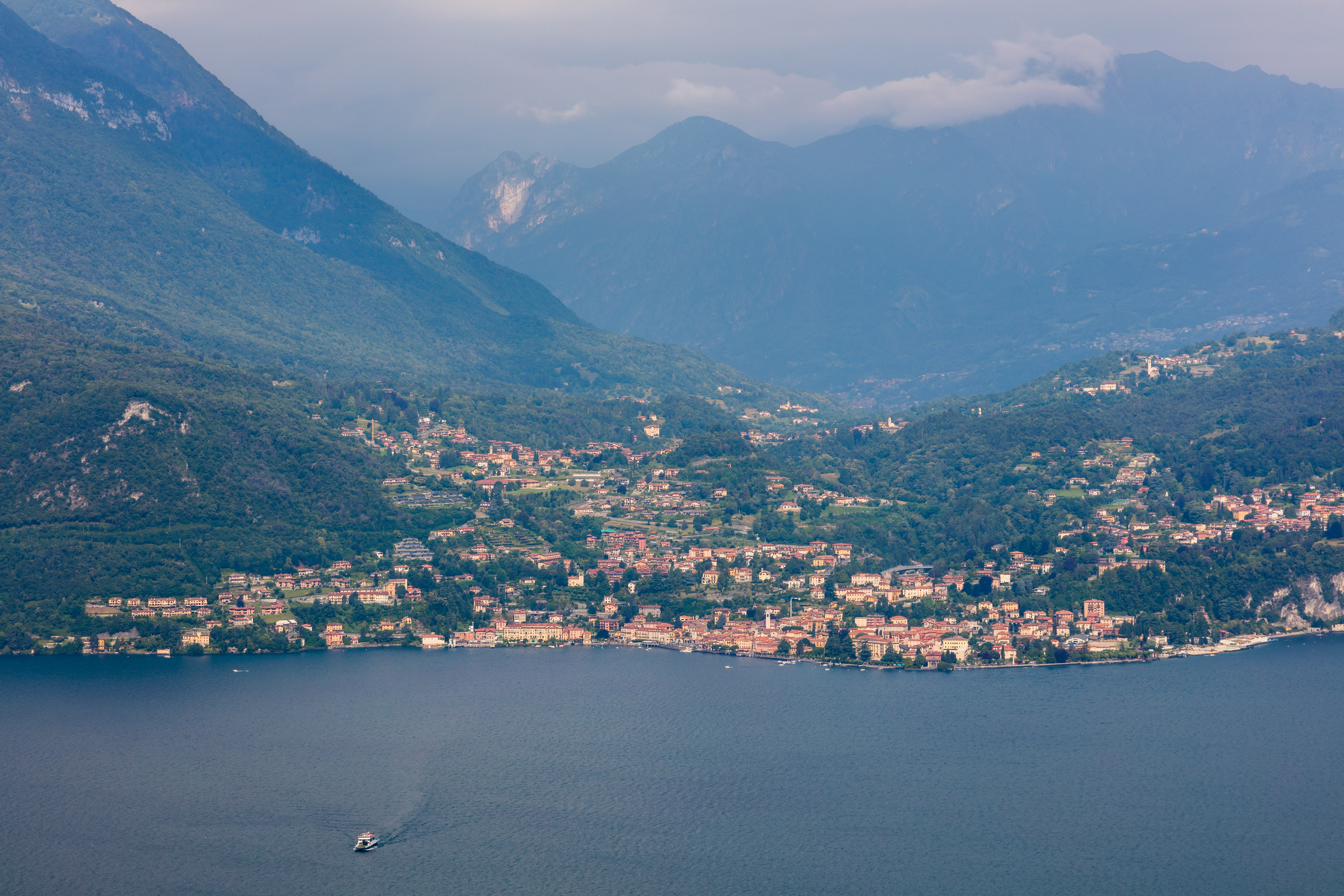
Vista de Menaggio.
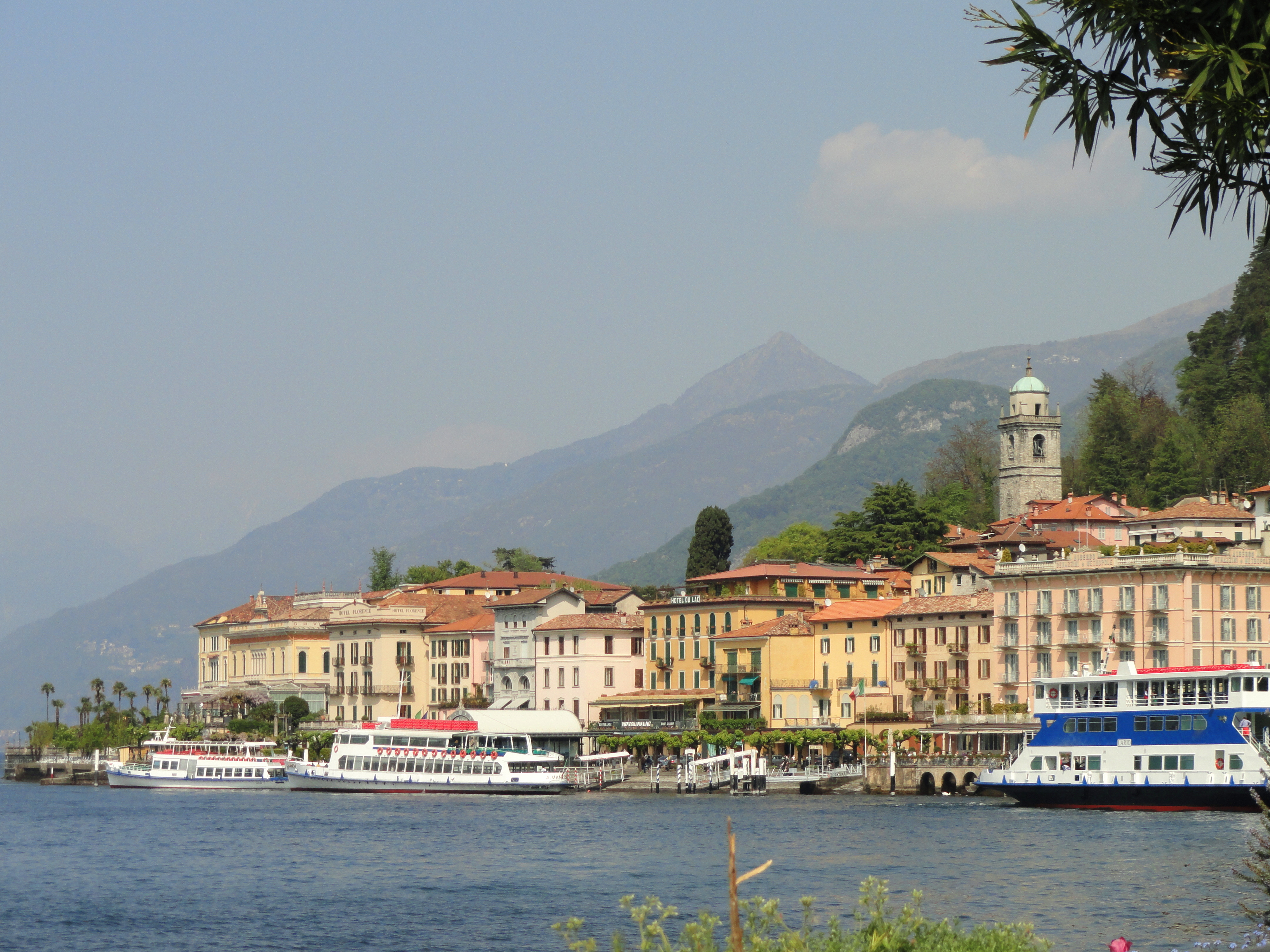
Panorama de Bellagio, la localidad turística más afamada del Lago de Como.
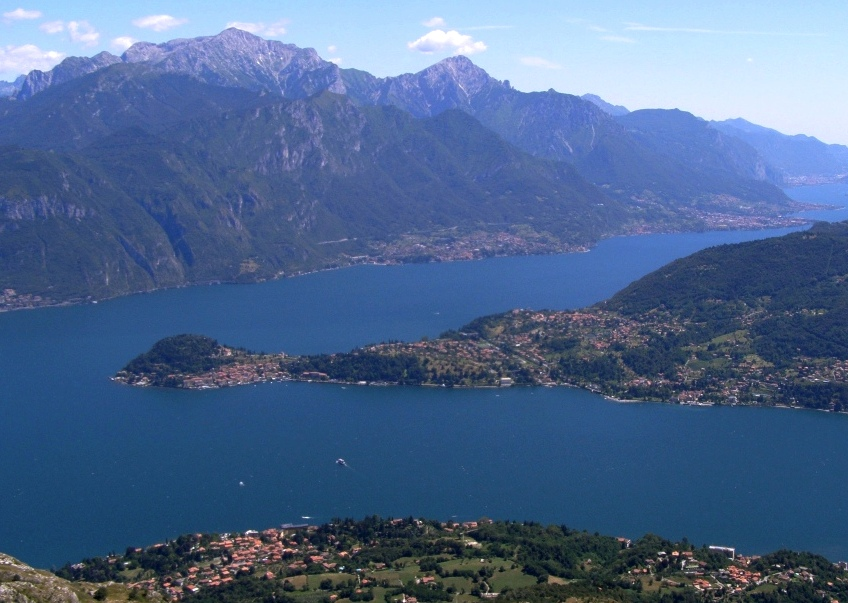
Vista del lago y la península de Bellagio.
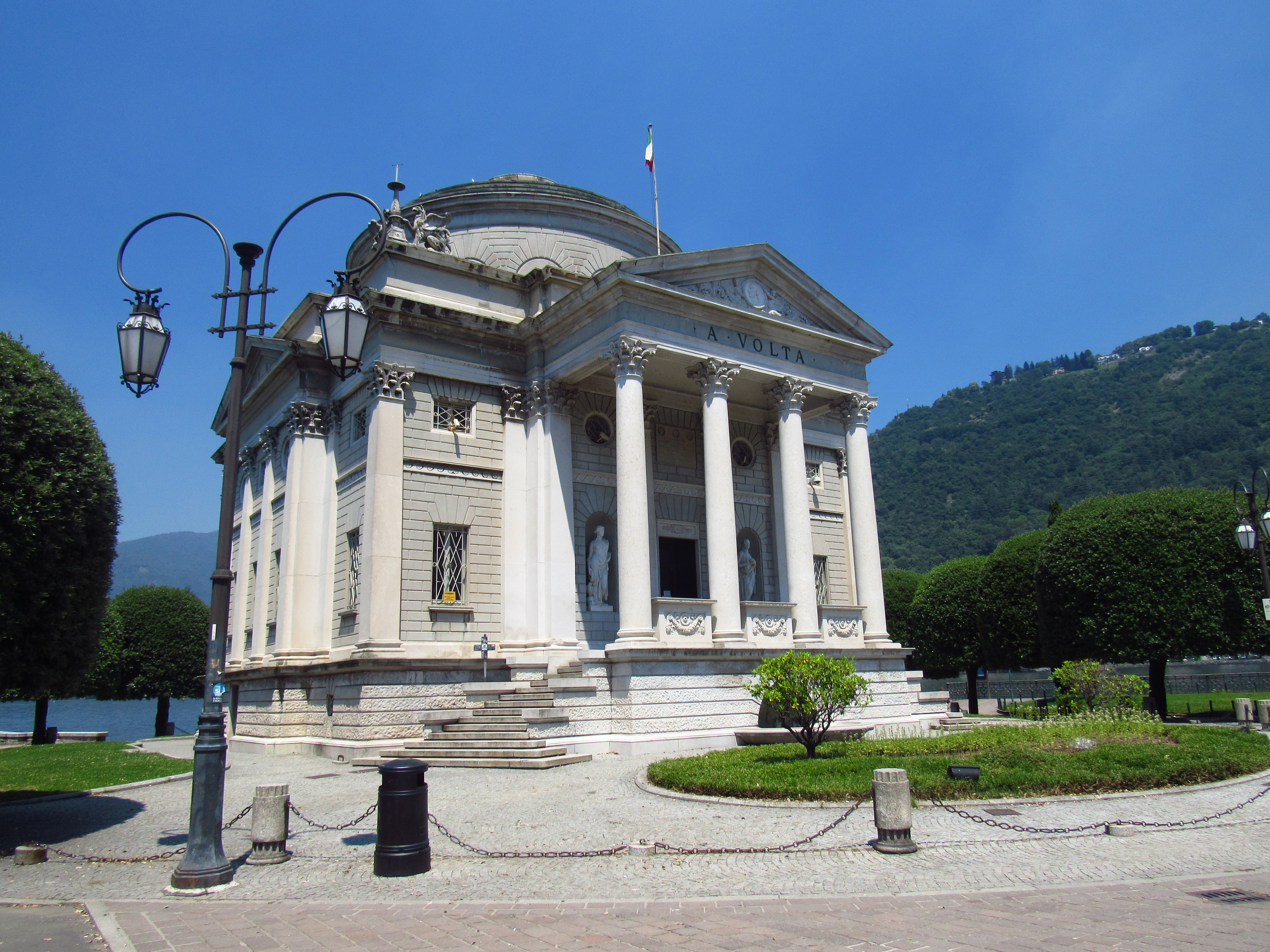
Templo Voltiano, situado en el puerto de Como, mausoleo dedicado a Alejandro Volta, inventor de la pila.